# Ісусова молитва

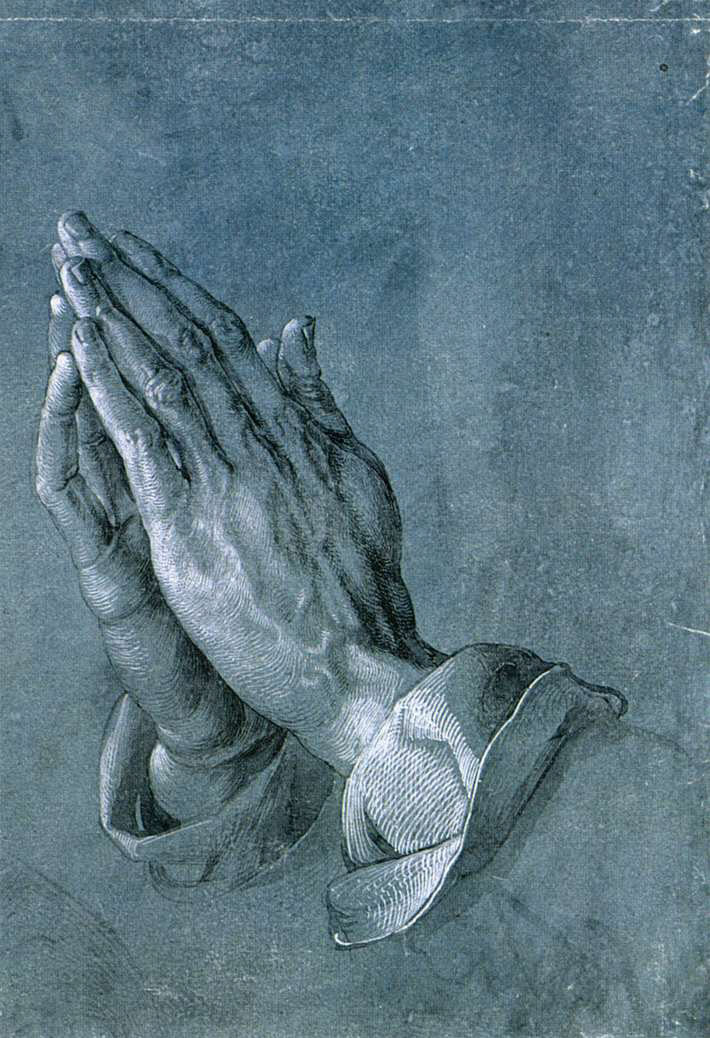
Альбрехт Дюрер: Руки в молитві

Ісу́сова моли́тва — одна з найулюбленіших[джерело?] і найпоширеніших[джерело?] молитов у православній та греко-католицький церквах:
|  | Господи Ісусе Христе, Сину Божий, помилуй мене грішного (грішну)! |

Вживається також коротша форма: «Ісусе, Сину Божий, помилуй мене».
Найкоротша форма молитви: «Господи, помилуй!».
Єпископ-мученик Ігнатій невпинно повторював ім'я Ісуса. Молитва Ісусова також призначена для безперервної вимови.
Ісусову молитву можна часто повторювати протягом дня. Володимир Мономах так учив своїх дітей: Навіть і на коні їздячи — «Господи помилуй» благайте без перестану потай, — бо ся молитва єсть ліпша од усіх (Повчання Володимира Мономаха).
Ісусова молитва також основний мотив відомої української пісні Тараса Петриненка «Господи, помилуй нас [Архівовано 25 березня 2022 у Wayback Machine.]».